# Антеньево
Антеньево — деревня в Богородском районе Нижегородской области. Входит в состав Алешковского сельсовета. Население 63 (2010) человек

## Общая физико-географическая характеристика
Географическое положение
По автомобильным дорогам расстояние до областного центра города Нижнего Новгорода составляет 49 км, до районного центра города Богородска — 5,5 км. Абсолютная высота 137 метров над уровнем моря.
Часовой пояс
Антеньево, как и вся Нижегородская область, находится в часовой зоне МСК (московское время). Смещение применяемого времени относительно UTC составляет +3:00.

## История
В «Списке населенных мест» Нижегородской губернии по данным за 1859 год значится как владельческая деревня при пруде в 27 верстах от Нижнего Новгорода. Относилась ко второму стану Горбатовского уезда. В деревне насчитывалось 18 дворов и проживало 233 человека (112 мужчин и 121 женщина).

## Население
| 1999 | 2002 | 2010 |
| ---- | ---- | ---- |
| 77   | ↘68  | ↘63  |

Национальный состав
Согласно результатам переписи 2002 года, в национальной структуре населения русские составляли  100% из 68 человек.